# بيا وسما
ماري بياتريس «بيا» أوسما (بالسويدية: Bea Uusma Schyffert)‏ (من مواليد 20 مارس 1966 في ليدينجو، السويد)، مؤلفة سويدية ورسّامة وطبيبة.
ولدت أوسما ونشأت في مقاطعة ستوكهولم. وهي أخت الممثلة السويدية مارتينا هاج. في عام 1999 كتبت ورسمت صور كتاب للأطفال حول رائد الفضاء الأمريكي مايكل كولينز بعنوان الرجل الذي ذهب إلى الجانب الآخر من القمر: قصة رائد الفضاء أبولو 11 مايكل كولينز . في منتصف التسعينيات من القرن العشرين، أصبحت مهتمة ببعثة إس أندريه للقطب الشمالي في عام 1897 وحاولت معرفة ما حدث لأعضاء البعثة. نتج عن هذا البحث كتاب The Expedition (البعثة) ، الذي نشرته رئيسة زيوس باللغة الإنجليزية عام 2014، والذي نال جائزة أوغست في عام 2013.
بعد عملها كرسامة لعدة سنوات بدأت أوسما بدراسة الطب وتعمل الآن كطبيبة في ستوكهولم. قالت إن معرفتها الطبية كانت مفيدة في بحثها الخاص بـكتابها «إكسبيديشن» .
حصلت أوسما على جائزة أوغست، وهي جائزة أدبية سويدية، عن فيلم «إكسبيديشن» لعام 2013.
كانت متزوجة من الممثل الكوميدي السويدي هنريك شيفرت بين عامي 1996 و 2012. لديهم طفلين.

## ببليوغرافيا إنجليزية
- 2003 الرجل الذي ذهب إلى الجانب الآخر من القمر: قصة رائد الفضاء أبولو 11 مايكل كولينز (ردمك 9780736227896)
- 2014 إكسبيديشن ، (ردمك 9781781859629) (رأس زيوس)

## الجوائز
- 2002: جائزة كتاب الفن السويدي [1]
- 2002: جائزة مسابقة فن الكتاب الدولية [1]
- 2003: أفضل كتب مجلة مكتبة المدرسة لعام 2003 [1]
- 2004: اختيار CCCB Choices [1]
- 2004: تسمية رابطة المكتبات الأمريكية للأطفال البارزين [1]
- 2004: تسمية كتاب جمعية المكتبات الأمريكية Batchelder Honor Book [1]
- 2004: تعيين كتاب الشرف الأمريكي لجمعية المكتبات الأمريكية [1]
- 2006: مرشحة اختيار شباب لويزيانا [1]